# Joey Dunlop
William Joseph "Joey" Dunlop (ur. 25 lutego 1952 w Ballymoney, zm. 2 lipca 2000 w Tallinnie) – brytyjski wyścigowy kierowca motocyklowy, najbardziej znany z występów w wyścigach drogowych. W 2005 został pośmiertnie uznany za piątą osobistość wszech czasów wyścigów motocyklowych przez Motorcycle News. Jego dokonania obejmują trzy hat-tricki na Isle of Man TT (1985, 1988 i 2000), gdzie osiągnął rekordową, sumaryczną liczbę 26 wygranych wyścigów. Podczas swojej kariery wygrał Ulster Grand Prix 24 razy. W 1986 zdobył piąty z rzędu tytuł mistrza świata Formuły TT One (wszystkie pięć na Hondzie).
Za osiągnięcia sportowe (1986) i działalność charytatywną (1996) został odznaczony dwukrotnie Orderem Imperium Brytyjskiego (OBE).
Zginął w wypadku podczas wyścigu motocyklowego na torze wyścigowym Pirita-Kose-Kloostrimetsa w Tallinnie 2 lipca  2000. Został pochowany na cmentarzu Garryduff Presbyterian Church niedaleko Ballymoney. Obok niego pochowany jest jego brat Robert Dunlop, który zginął w wypadku podczas treningu 15 maja 2008.